# Tètric I
Gai Pius Esuvi Tètric (llatí: Gaius Pius Esuvius Tetricus), conegut com a Tètric I, va ser un dels trenta tirans esmentats per Trebel·li Pol·lió a la Història Augusta. Va ser el darrer pretendent que va governar l'Imperi de les Gàl·lies després de la seva separació temporal de l'Imperi en temps de Gal·liè.
Era descendent de família noble, i havia estat senador, cònsol i prefecte d'Aquitània (praeses provinciae Aquitaniae), en un moment en què després de les morts de Pòstum I, Lelià, Victorí, Marc Aureli Mari i potser Domicià II en ràpida successió, l'emperadriu Victorina, la mare de Victorí, va convèncer els soldats amb suborns de reconèixer al seu parent Tètric, que va ser aclamat emperador a Bordeus. Encara que la data és discutida sembla que això va passar a la primavera del 271 i no el 267 que era abans la data tradicional.
En el camí de Burdigalia (Bordeus) a Augusta Treverorum (Trèveris) va lluitar victoriosament contra els germànics que havien creuat el Rin per saquejar. A final d'any estava instal·lat a la capital. El 272 va lluitar altre cop contra els germànics retornant a Trèveris a finals d'any. L'1 de gener de 273 va iniciar el seu segon consolat i poc després va elevar al seu fill Tètric II al rang de "cesar". En aquest moment ja devia controlar la Narbonesa que des del 268 havia format part de l'Imperi de les Gàl·lies.
Quan Aurelià va retornar de la seva campanya oriental l'any 273, va decidir iniciar la recuperació de l'oest. L'1 de gener del 274 Tètric I i el seu fill Tètric II van començar un consolat conjunt. Al final de l'hivern o començament de la primavera del 274 es van haver de dirigir al sud quan es va acostar Aurelià. La batalla entre ambdós es va lliurar prop de Catalaunos (Châlons-sur-Marne). Durant la batalla, si hem de creure el que diuen Pol·lió, Aureli Víctor i Eutropi, Tètric pare i fill es van alarmar per la insolència i la crueltat dels seus soldats i es van rendir a Aurelià. Els soldats van seguir lluitant i les baixes dels dos costats van ser importants. Tètric va quedar presoner d'Aurelià junt amb el seu fill i va formar part del seu triomf com a captius, però després va ser tractat amb la major distinció i fins i tot nomenat corrector d'Itàlia o almenys de Lucània, i es dirigia a Aurelià com a camarada o col·lega.
Retirat finalment a la vida privada, va morir a avançada edat en data desconeguda.